# 埃尔吉胡埃拉
埃尔吉胡埃拉，是西班牙埃斯特雷马杜拉卡塞雷斯省的一个市镇。总面积42平方公里，总人口386人（2001年），人口密度9人/平方公里。